# موتومان
موتومان (بالإنجليزية: Motoman Inc)‏ هي شركة أمريكية تابعة للشركة اليابانية مؤسسة ياسكاوا إلكتريك.
تنتج موتومان أتمتة روبوتية للصناعة وتطبيقات روبوتية من ضمنها اللحام بالقوس والتجميع. من منتجات الشركة الروبوت موتومان دي إيه 20.

## موتومان دي إيه 20
موتومان دي إيه 20 Motoman DA20 هو روبوت ياباني صناعة شركة موتومان. يقدم الشاي ويرتدي ربطة عنق ووجهه يتكون من شاشة بلازما.

## وصلات خارجية
- الموقع الرسمي.
- ياسكاوا للكهربائيات